# Karl Maquet

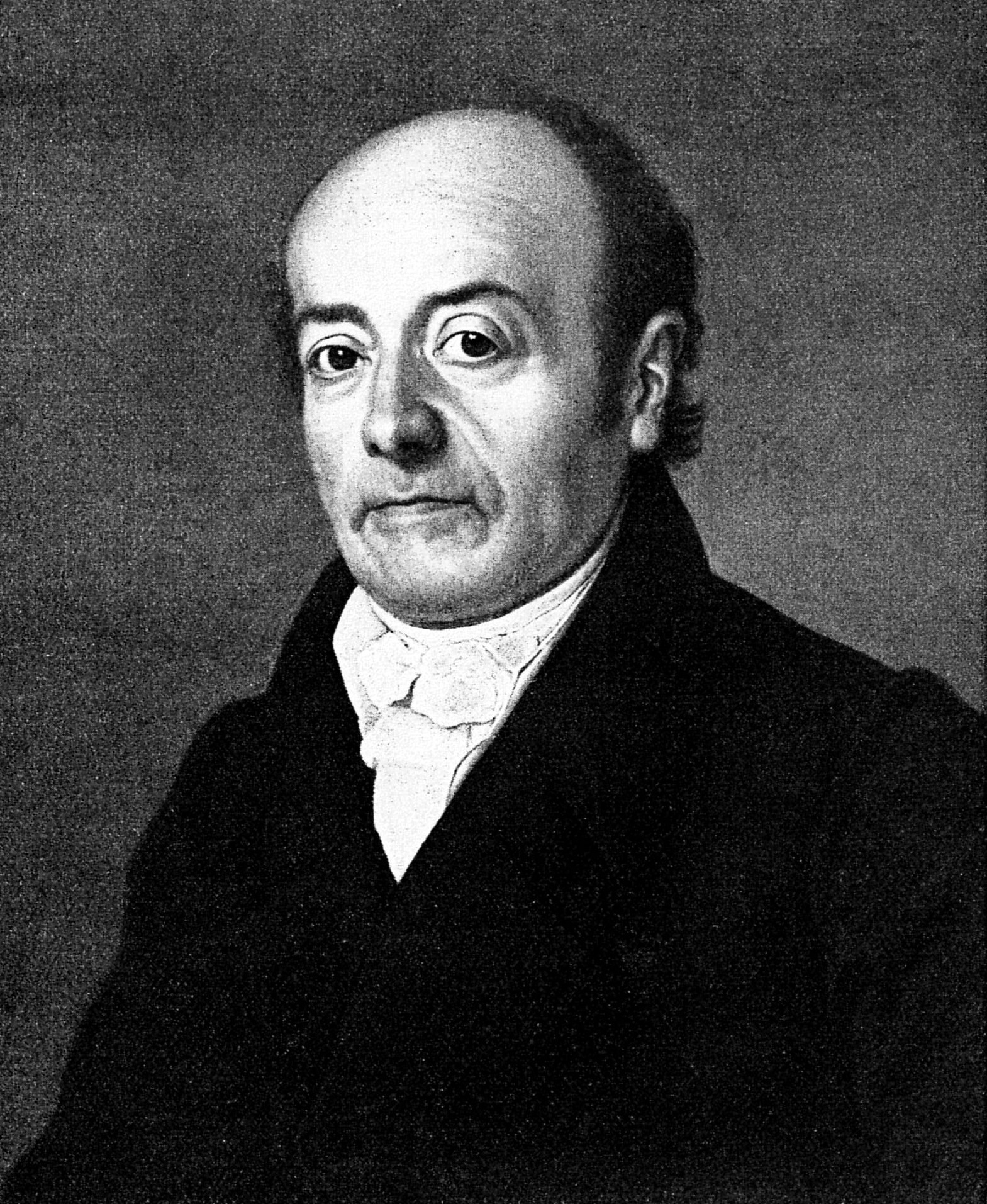
Entrepreneur in Magdeburg (Germany)

Karl Maquet (* 8. Oktober 1767 in Magdeburg; † 16. Dezember 1823 in Magdeburg) war ein deutscher Kaufmann, Unternehmer und langjähriger Presbyter der Französisch Reformierten Kirche Magdeburgs.

## Leben
Karl (meistens als Charles geführt) Maquet war Sohn der Hugenottennachkommen und Bürger der Französischen Kolonie zu Magdeburg, des Uhrmachermeisters David Maquet (* 1728; † um 1770) und Marie Roux (* 1739; † 1801), der Tochter des Kaufmanns und Wollkämmers Hercule Roux (* 1701; † 1757). Wegen des frühen Todes seines Vaters wuchs er ab dem vierten Lebensjahr als Stiefsohn des Unternehmers und späteren Bürgermeisters der Pfälzer Kolonie Magdeburgs Johann Caspar Coqui auf.
Verheiratet war Maquet mit Karoline Philippine Dohlhoff (* 19. Dezember 1775; † 17. November 1830), einer Tochter des Bürgermeisters der Pfälzer Kolonie Georg Philipp Dohlhoff. Aus der Ehe bekannt sind drei Söhne, die alle Unternehmer wurden und eine Tochter, die mit dem Unternehmer und Stadtrat Ernst August Gaertner verheiratet war. Der älteste Sohn Louis Friedrich Maquet war Bankier, der Nächste, August Karl Maquet war Besitzer einer Essigfabrik in Magdeburg, später gründete er die Zuckerraffinerie Maquet & Krüger; der jüngste Sohn Henri Maquet war Domänenpächter.

## Wirtschaftliche Aktivitäten
Die Maquets kamen 1690 als Tuchmacher aus Leyden (heute Leiden) in den Niederlanden nach Magdeburg. Bis in die Mitte des 18. Jahrhunderts betrieben sie unterschiedliche Kleingewerbe. Danach, verursacht und befördert durch die industrielle Entwicklung, verlagerten sich ihre Aktivitäten mehr und mehr auf Großhandel und Bankgewerbe. Für Karl Maquet stand am Anfang der Kaufmannslaufbahn, ähnlich wie bei seinem Bruder Ludewig David Maquet ein gemeinsames Geschäft mit seinem Stiefvater Johann Caspar Coqui, das aus Gerichtsakten bekannt ist. Später betrieb er auf dem Grundstück Tischlerbrücke 29/30 ein Geschäft für Groß- und Kleinhandel. Hier war sein Schwiegersohn Ernst August Gaertner sein geschäftlicher Kompagnon und Nachfolger. Unter anderem wird Maquet in einer Auflistung der Kaufleute der ehemaligen Französischen Kolonie aus dem Jahr 1817 genannt. Aber auch im Bankgewerbe war Karl Maquet tätig; dieser Geschäftsteil fiel später als Erbe an seinen ältesten Sohn Louis Friedrich Maquet. Ein anderer Sohn Karl Maquets, August Karl betrieb eine Essigfabrik, später die Zuckerfabrik „Maquet & Krüger“, die unter dem Namen „August Karl Maquet“ bis 1900 existierte.

## Kirchliches und Soziales Engagement
Schon früh engagierte sich Maquet in der Französisch Reformierten Kirchengemeinde Magdeburgs. Dort wurde er zum Presbyter (Ancien) gewählt. Seit dem Ende des 18. Jahrhunderts wurde in diesem Ehrenamt in der Reformierten Kirchengemeinde nicht mehr jährlich gewechselt, sondern die Gewählten behielten ihr Amt teilweise jahrzehntelang. Ihre im sozialen Bereich liegenden Aufgaben erforderten viel Lebenserfahrung. Daneben kümmerten sie sich auch um die Kolonieschule, das französische Waisenhaus und ein Hospital. In Maquets Zeit stand auch der Neubau einer Kirche (1805/6), als Ersatz für den historischen, 1804 abgebrannten Tempel an. Im historischen, mittelalterlichen Gewölbe des Tempels wurden bis ins 18. Jahrhundert Prediger, Offiziere, Honoratioren der Gemeinde bestattet.

## Ehrung
Es spricht für die Wertschätzung der Person und der Verdienste Karl Maquets für die Französisch Reformierte Gemeinde, dass sowohl er selbst, als auch seine sieben Jahre nach ihm verstorbene Frau Karoline Philippine Dohlhoff ihre letzte Ruhestätte in dieser Gruft des französisch reformierten Tempels fanden, obwohl Beisetzungen dort bereits Jahre zuvor eingestellt worden waren.